# Vreelandseweg
De Vreelandseweg is een straat in de Nederlandse plaats/gemeente Hilversum alsook in de gemeente Wijdemeren. 

## Ligging
De Vreelandseweg loopt vanaf de Geert van Mesdagweg en de Gijsbrecht van Amstelstraat tot de Gabriëlweg en de Provinciale weg N201 waar hij in overgaat. Parallel aan deze straat ligt het Hilversums Kanaal (gegraven in 1937). Zijstraten van de Vreelandseweg zijn de Zuiderloswal, de Diependaalselaan, 's Gravelandsevaartweg, Zuidereinde, Kortenhoefsedijk en de Moleneind. De straat is vernoemd naar de dorp Vreeland in de gemeente Stichtse Vecht waar deze weg naartoe leidt. De Vreelandseweg is ongeveer 8,5 kilometer lang. Aan deze straat bevinden zich een aantal rijksmonumenten.

## Geschiedenis
Aan de Vreelandseweg hoek Gijsbrecht van Amstelstraat bevindt zich onder andere een Joodse begraafplaats. Deze begraafplaats  bevond zich eerst aan de Gooise Vaart, maar in 1937 werd die geruimd. Op deze begraafplaats bevindt zich ook een Joods monument.
Aan de kant van de Diependaalseweg en de Vreelandseweg bevindt zich de 4e haven met daaraan een paviljoen plus botenhuis, dienstwoning met terras van de hand van Willem Marinus Dudok, allen rijksmonument.

## Fotogalerij

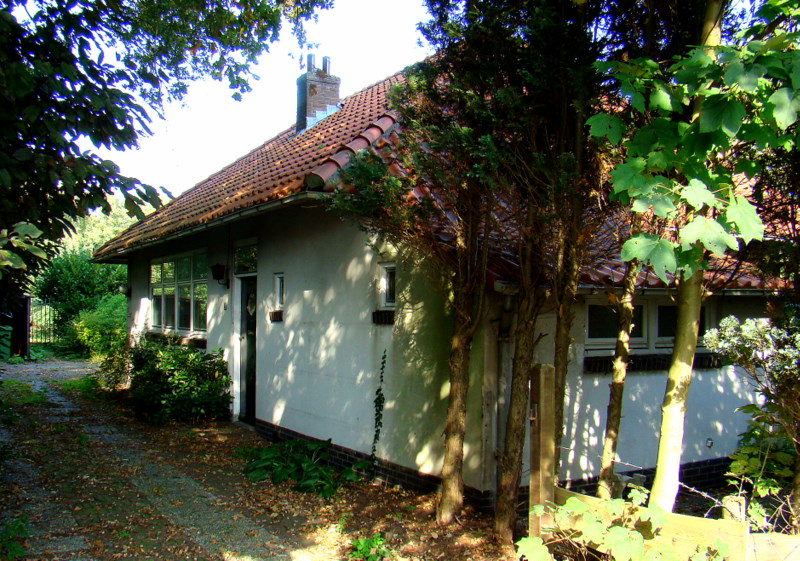
Zuidelijke dienstwoning bij watersporthaven Vreelandseweg 60 (rijksmonument)
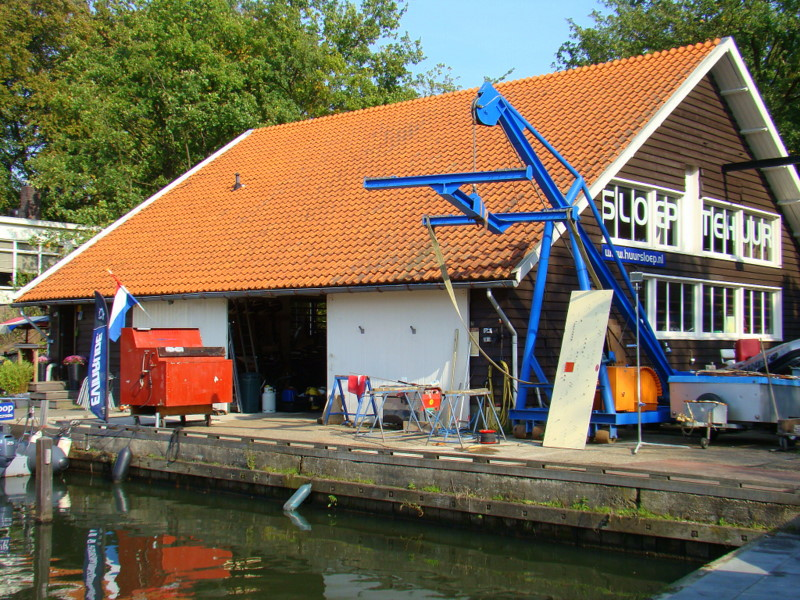
Bootschuur aan de Vreelandseweg 52 (rijksmonument)

Bussumerstraat ·
's-Gravelandseweg ·
Groest ·
Kerkstraat ·
Kerkbrink ·
Oude Torenstraat ·
Schoutenstraat ·
Torenlaan ·
Vreelandseweg